# Charles R. Pellegrino
Charles R. Pellegrino (n. 5 mai 1953, New York City, New York, SUA) este un scriitor american, autor al mai multor cărți legate de știință și arheologie, inclusiv Return to Sodom and Gomorrah, Ghosts of the Titanic, Unearthing Atlantis și Ghosts of Vesuvius. Erori din cartea lui Pellegrino The Last Train from Hiroshima - Ultimul tren din Hiroshima (2010) a determinat editorul să retragă cartea la câteva luni de la publicare. Pellegrino a pretins, de asemenea, că a obținut un doctorat PhD în 1982 la Victoria University of Wellington din Noua Zeelandă. Victoria University a negat acest lucru. Charles R. Pellegrino a scris și câteva lucrări științifico-fantastice, ca de exemplu The Killing Star (cu George Zebrowski, în 1995).
Pellegrino a obținut diploma de licență și de masterat la Long Island University, la mijlocul anilor 1970.

### Non-ficțiune
- Time Gate: Hurtling Backward Through History (1983)[12]
- Darwin's Universe: Origins and Crises in the History of Life (with Jesse A. Stoff, 1983)[13]
- Chariots for Apollo: The Untold Story Behind the Race to the Moon (cu Joshua Stoff, 1985)[14]
- Interstellar Travel and Communication (cu James Powell și Isaac Asimov, et al., 1986)[15]
- Chronic Fatigue Syndrome: The Hidden Epidemic (cu Jesse A. Stoff, 1988)[16]
- Her Name, Titanic: Untold Story of the Sinking and Finding of the Unsinkable Ship (1988)[17]
- Unearthing Atlantis: An Archaeological Odyssey (1991)[18]
- Return to Sodom and Gomorrah: Bible Stories from Archaeologists (1994)[19]
- Ghosts of the Titanic (2000)[20]
- Ghosts of Vesuvius: A New Look at the Last Days of Pompeii, How Towers Fall, and Other Strange Connections (2004)[21]
- The Jesus Family Tomb: The Discovery, the Investigation, and the Evidence That Could Change History (cu Simcha Jacobovici, 2007)[22]
- The Last Train from Hiroshima: The Survivors Look Back (Henry Holt, 2010)[23]
- "Farewell, Titanic: Her Final Legacy," (Foreword by Tom Dettweiler), John Wiley & Sons, N.J. (2012).
- "The Californian Incident," Shoebox/Kindle, Canada (2013).
- "StarTram: The New Race for Space." (cu James Powell, George Maise) Shoebox/Kindle, Canada (2013).

### Fictiune
- The Fallen Sky (1982)
- Flying to Valhalla (1993)
- The Killing Star (cu George Zebrowski, 1995)
- Dust (1998)
- Dyson Sphere (cu George Zebrowski, 1999)

## Filmografie
- Lost Civilizations: Aegean - Legacy of Atlantis - Time-Life / NBC (1995).[24][25]

Re-released on 1 octombrie 2002 as part of a 4-DVD set entitled Time Life's Lost Civilizations.
- Ghosts of the Abyss. cu James Cameron (2003).
- Naked Science: Atlantis - National Geographic Channel (2004).
- Aliens of the Deep. cu James Cameron (2005).
- The Naked Archaeologist: Joshua - History Channel. Hosted by Simcha Jacobovici (2006).
- American Vesuvius - History Channel (2006).
- Secrets of the Bible - National Geographic Channel (2006).
- The Exodus Decoded - History Channel. cu Simcha Jacobovici și James Cameron (2006).
- The Lost Tomb of Jesus - Discovery Channel. cu Simcha Jacobovici (2007).
- Three Ground Zeros, A Thousand Paper Cranes (2008)
- A Jewish Home in Pompeii (History Channel, 2009)
- The Last Train From Hiroshima (Japan TV, 2009)
- Pellegrino and the Hiroshima Controversy in America (Japan TV, Hidetaka/Nakamura, 2010)
- The Legacy of Tsutomu Yamaguchi (Japan TV, Hidetaka/Nakamura, 2011)

## Legături externe
- Site-ul oficial al lui Charles Pellegrino
- În iad și înapoi: ultimul tren din Hiroshima
- https://rowman.com/WebDocs/Foreword_by_Steven_Leeper.pdf